# Ваксенбург (замок)
Ваксенбург (нем. Wachsenburg) — средневековый замок на вершине холма является частью исторического региона Трое равных. Комплекс находится в местности Хольцхаузен в коммуне Амт Ваксенбург в округе Ильм в Тюрингии, в пяти километрах к западу от города Арнштадт, Германия. За время своего существования замок неоднократно менял владельцев, был разрушен в ходе боевых действий и радикально перестраивался. В последний раз масштабная реконструкция производилась в период с 1900 по 1913 год. Тогда комплекс начали использовать для размещения обширных коллекций, связанных с местной и гражданской и военной историей. Многие экспонаты оказались утрачены к 1946 году. Местный исторический музей был вовсе закрыт в 1962-м. В настоящее время Ваксенбург известен как  респектабельный ресторан и отель (гостиница начала функционировать в 1966 году). В одном из зданий находится небольшой частный музей. По своему типу относится к замкам на вершине.

## Расположение

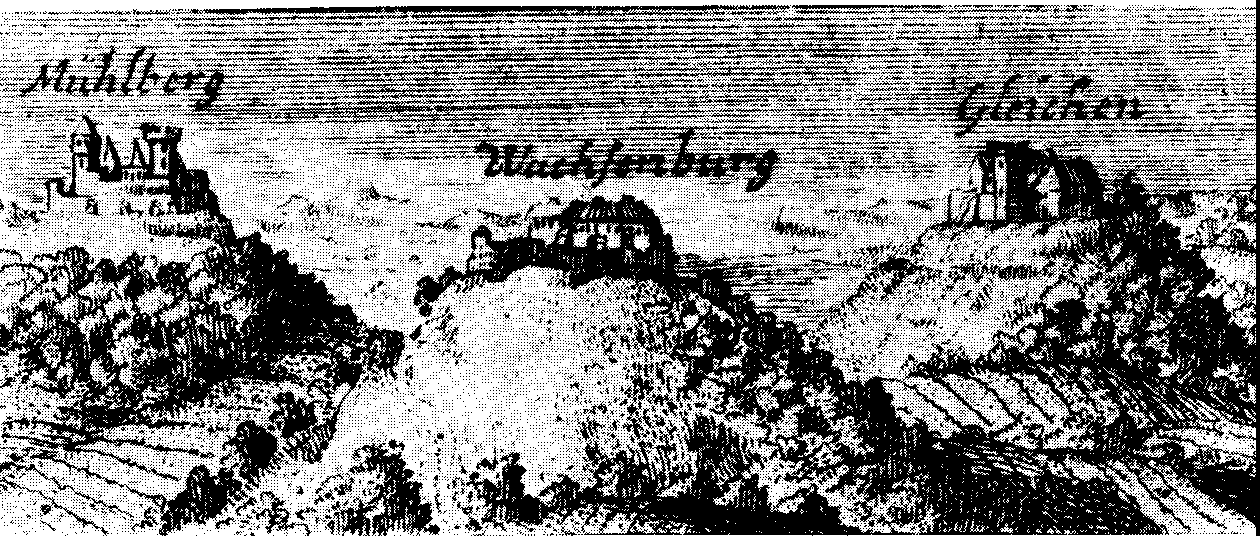
Изображение трёх замковых холмов на рисунке 1701 года

Замок находится в районе трёх возвышенностей, которые жители Тюрингии со времён раннего Средневековья именовали Трое равных. Здесь на трёх высоких холмах было построено три замка: Ваксенбург, Гляйхен и Мюльбург. Непосредственно Ваксенбург расположен на высоте 420,8 метров над уровнем моря.

## История

### Ранний период (930-1090)
Первые укрепления в данной местности (гора Вассенберг на Древневерхненемецком языке) датируются примерно 930 годом. Строительство ранней крепости произошло по инициативе клириков императорского аббатства Херсфельд. Требовалось обеспечить защиту обширным владениям клириков в районе Арнштадта.

### Строительство замка (1090-1640)
С 1090 по 1098 год в укреплённом сооружении на месте нынешнего замка проживал (и скончался) аббат Херсфельд Фридрих. Он вложил значительные средства в модернизацию крепости, которая сильно страдала от бесконечных распрей окрестных феодалов. Однако на том этапе Ваксенбург оставался скорее укреплённой усадьбой, нежели полноценной крепостью.

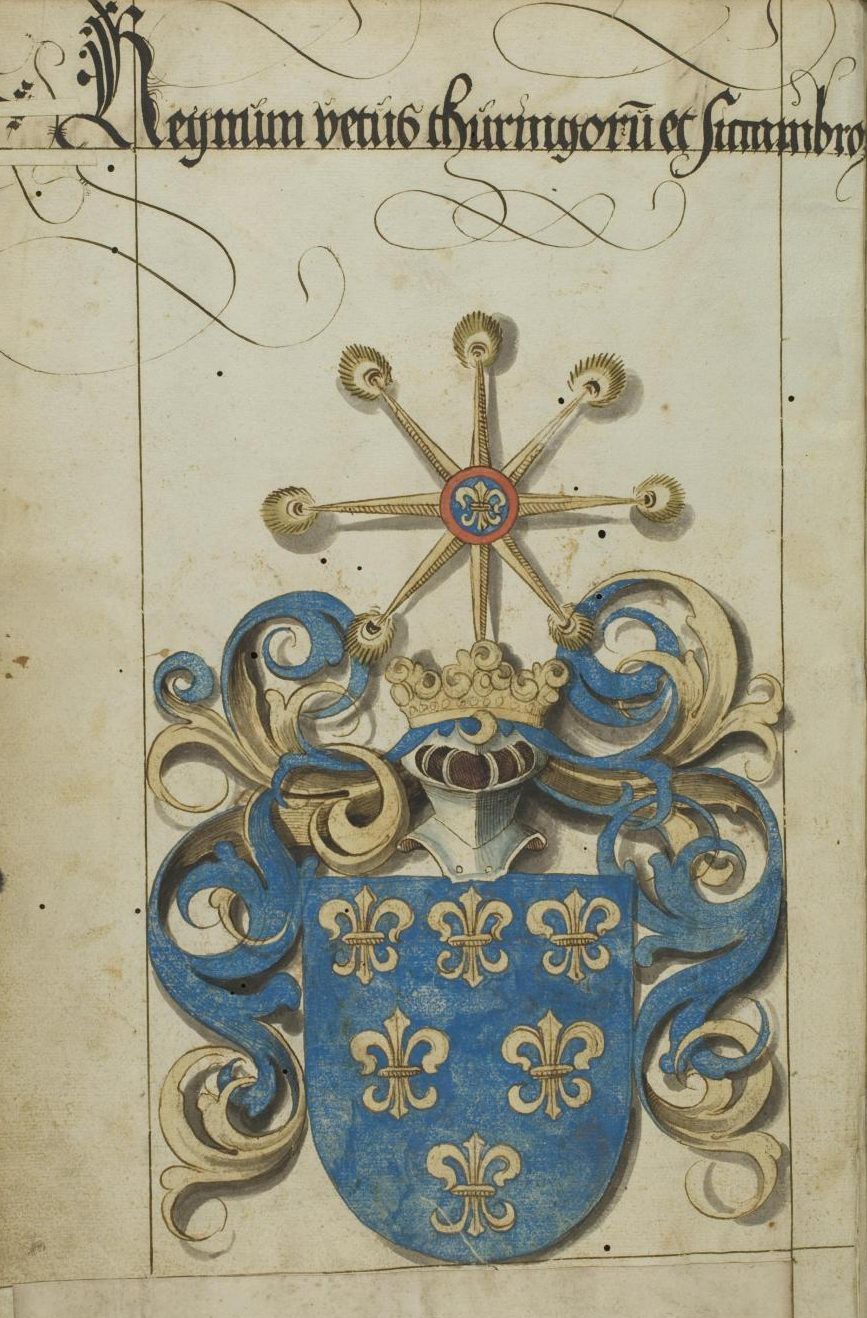
Герб ландграфов Тюрингии

Около 1100 года предводители аббатства решили уступить Ваксенбург ландграфам Тюрингии. Летописец Эккехард фон Аура в своих записях, относящихся к 1120 году, рассказывает, что замок осаждали саксы. В те годы рыцари опустошали земли Тюрингии, а замок Ваксенбург (castello Wassenburc) использовали как свою базу. По сути, они превратились из защитников имперской власти в привилегированных разбойников. Рыцари формировали небольшие отряды, которые совершали набеги на окрестные земли. Однако наконец их удалось заставить отступить в замок и склонить к капитуляции, когда во время осады они ослабли от голода. Первый документ, в котором упоминается Ваксенбург, датируется 1140 годом. Кастеляном сооружения назван рыцарь по имени Адельхер фон Вассенбург.
В конце XII века началось обострение отношений между сторонниками имперской и антиипмерcкой власти. В ходе военных конфликтов между войсками Гогенштауфенов с одной стороны, и отрядами, которые представляли интересы движений за независимость различных регионов от этой партии, Ваксенбург оказался в эпицентре вооружённого противостояния. В эти годы в замке почти безвыездно находился архиепископ Кёльна, последовательный сторонник Вельфов.

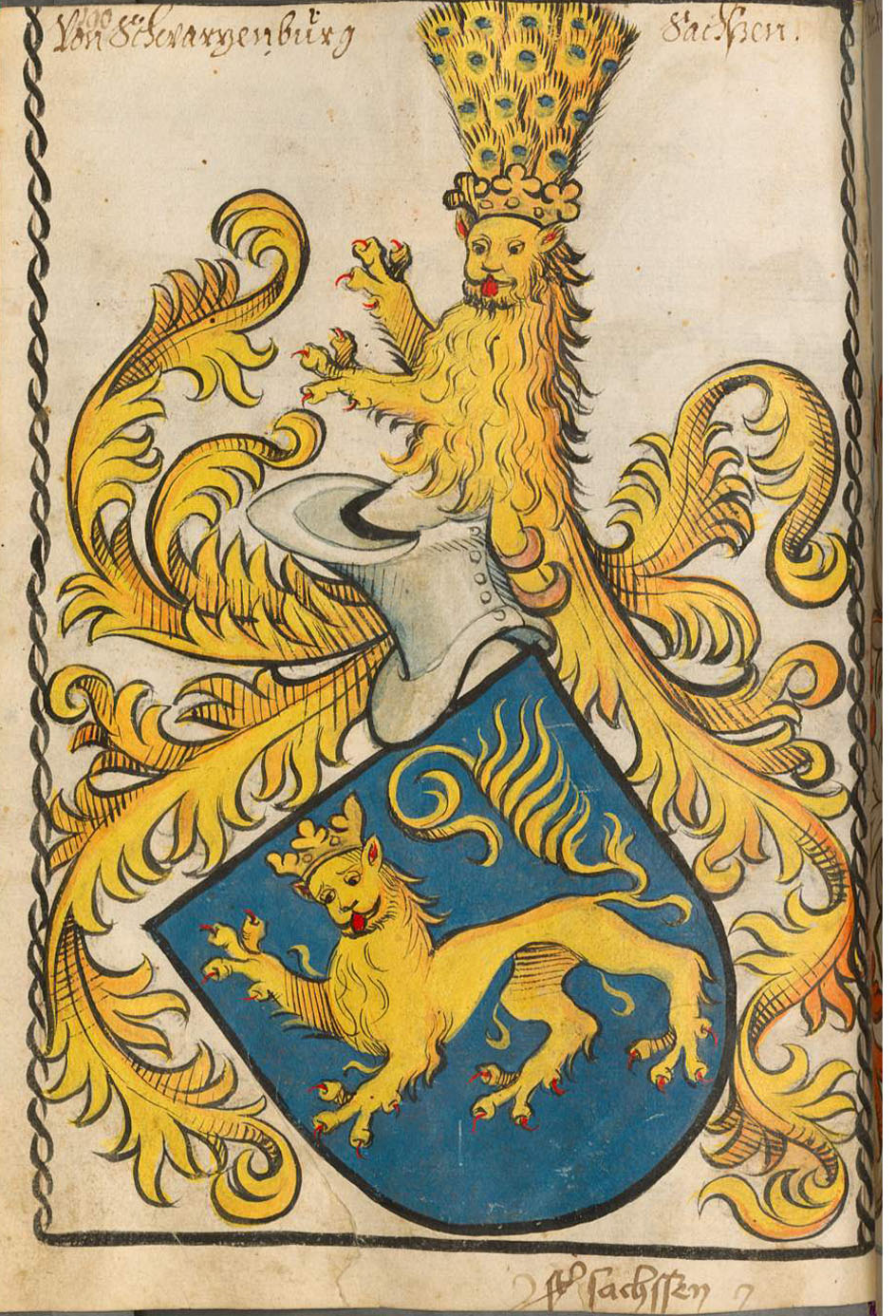
Герб рода фон Шварцбург-Бланкенбург

В последующие десятилетия замок неоднократно становился ареной конфликтов между соперничающими силами внутри Священной Римской империи. В 1204 году Ваксенбург захватили отряды Филиппа Швабского. После этого крепость ещё несколько раз переходила из рук в руки: ею владели графы фон Кефернбург, фон Орламюнде, а с 1306 года — представители рода фон Шварцбург-Бланкенбург. При графе Гюнтере XII, который обосновался в замке в 1306 году, для Ваксенбурга наступила эпоха расцвета. Появились новые мощные каменные стены и башни, а внутри возвели роскошную по меркам XIV века резиденцию.
В 1366 году следующему владельцу, Иоганну II Шварцбургу, пришлось продать замок, чтобы выплатить военные долги. Несмотря на все усилия бюргеров города Эрфурт, которые хотели приобрести Ваксенбург, комплекс стал собственностью ландграфов Тюрингии. Правда новым собственникам впоследствии были вынуждены несколько раз закладывать замок. В итоге в 1441 году он оказался в руках рыцаря-разбойника (раубриттера) Апеля Витцтхума Старшего цу Россла, который получил известность под прозвищем «Дьявольский и огненный начальник Тюрингии». Власти Эрфурта позже приняли меры против этого печально известного грабителя-барона. Нанятые ими отряды осадили Ваксенбург в 1451 году. Помощь Эрфурту оказали имперские города Мюльхаузен и Нордхаузен. После четырёхнедельной осады, во время которой щитовая стена (Шильдмауэр) замка была разрушена подкопом (при содействии шахтёров Мансфельда), Апель Витцтум был наконец вынужден сдаться.

### Упадок и превращение в тюрьму (1452-1856)
Поcле осады 1451 года Ваксенбург получил серьёзные повреждения. Восстанавливать замок оказалось некому. В итоге комплекс стал приходить в упадок. Постепенно под воздействием осадков ветшала каменная кладка, проваливались крыши, рушились перекрытия. 
В 1640 году Ваксенбург перешёл во владение герцога Эрнста I Благочестивого. Этот аристократ изначально вынашивал идею масштабной реконструкции комплекса и превращения его в дворцово-замковую резиденцию. В 1651 году по распоряжению герцога в горе пробурили скважину глубиной 97 метров прямо у ворот замка. Так наконец в замке появился полноценный колодец.
Однако вскоре планы изменились. После ремонта стен и башен было принято решение о преобразовании замка в Исправительный дом и сиротский приют. Сохранилась даже деревянная модель, сделанная во время проектирования мастером-строителем Каспером Фогелем. Однако и эти планы в конечном итоге не были реализованы в полной мере. Тем не менее, вскоре была введена должность коменданта для надзора и управления «центром содержания под стражей для военнослужащих». То есть Ваксенбург стал большой гауптвахтой. Последний комендант военной тюрьмы скончался в 1856 году. Арестованных перестали привозить. На некоторое время замок вновь оказался почти заброшенным.

### Новая эпоха (1860-1945)

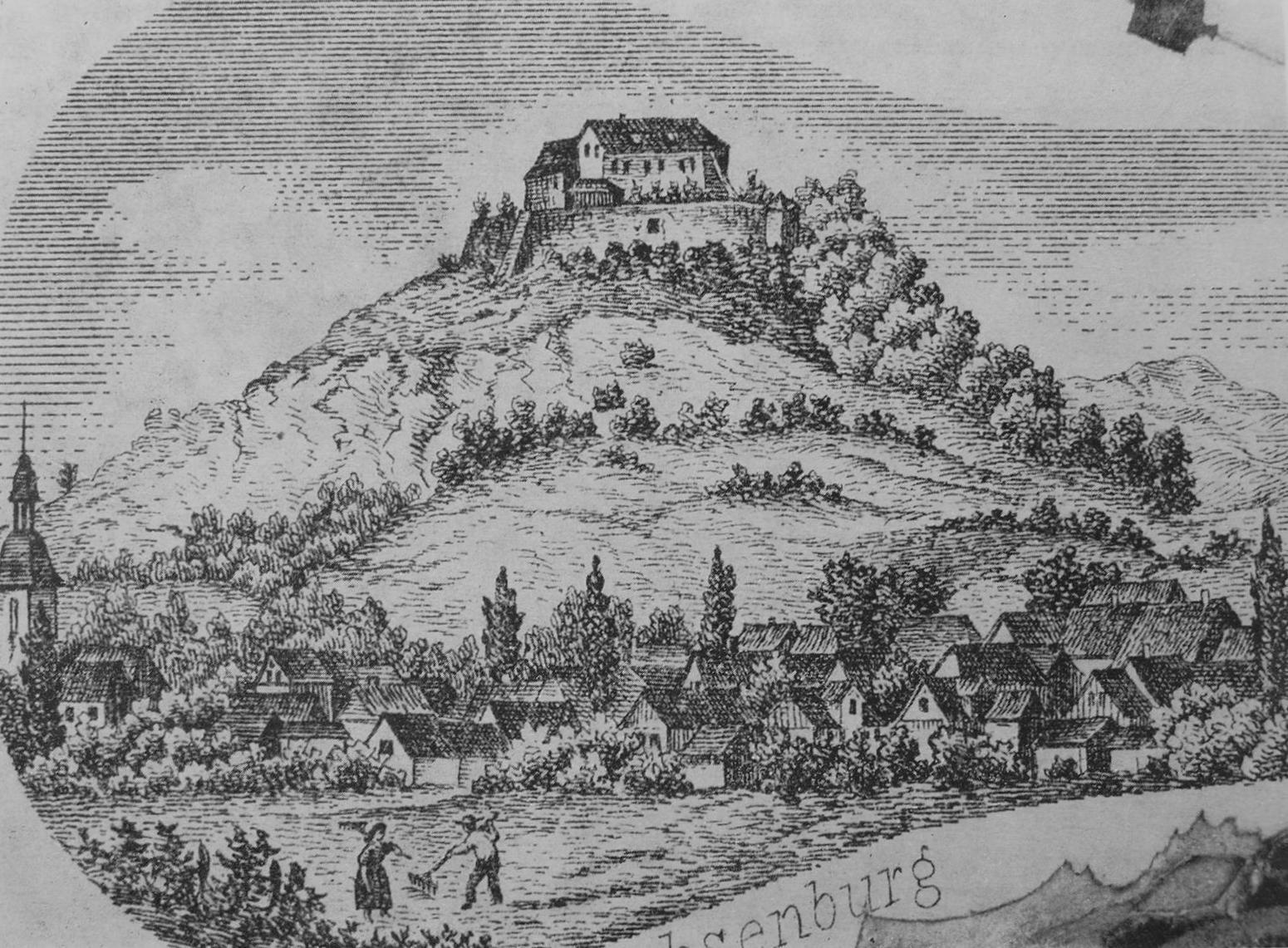
Замок на рисунке XIX века

В 1861 году в крепость переехали новый управляющий (кастелян) и трактирщик. А вскоре местые власти всерьёз озадачились судьбой Ваксенбурга. Было принято решение сделать из него военный музей. В конце XIX века начались строительные работы. Ради более эффектного вида и для функциональных нужд комплекс серьёзно перестроили. К началу XX века появились несколько новых зданий, созданных в стиле неороманских и неоготических укреплений.
Основную экспозицию предполагалось разместить в Рыцарском зале, дворцовой резиденции, здании, именовавшемся «Нойхаус» (построено в 1664 году) и в Доме коменданта. Также отремонтировали «Арестный дом», в котором сохранились фрагменты каменной кладки XII века. Реставрация и реконструкция затянулись на много лет. Тщательно восстановили и внешние зубчатые стены.
В 1905 году первым зданием, которое было открыто для посетителей, стала башня Гогенлоэ (бывший бергфрид). Она была названа в честь принца Эрнста II фон Гогенлоэ-Лангенбурга, который правил герцогством Саксен-Кобург-Готским с 1900 по 1905 год и всячески поддерживал проект восстановления Ваксенбурга. Общая высота башни достигает 30 метров. На первом этаже создали зал для проведения различных церемоний и праздников. Три этажа над ним превратили в выставочные пространства. Под крышей находилась галерея с 16 окнами, выходящими во все стороны. Это помещение стало служить смотровой площадкой.

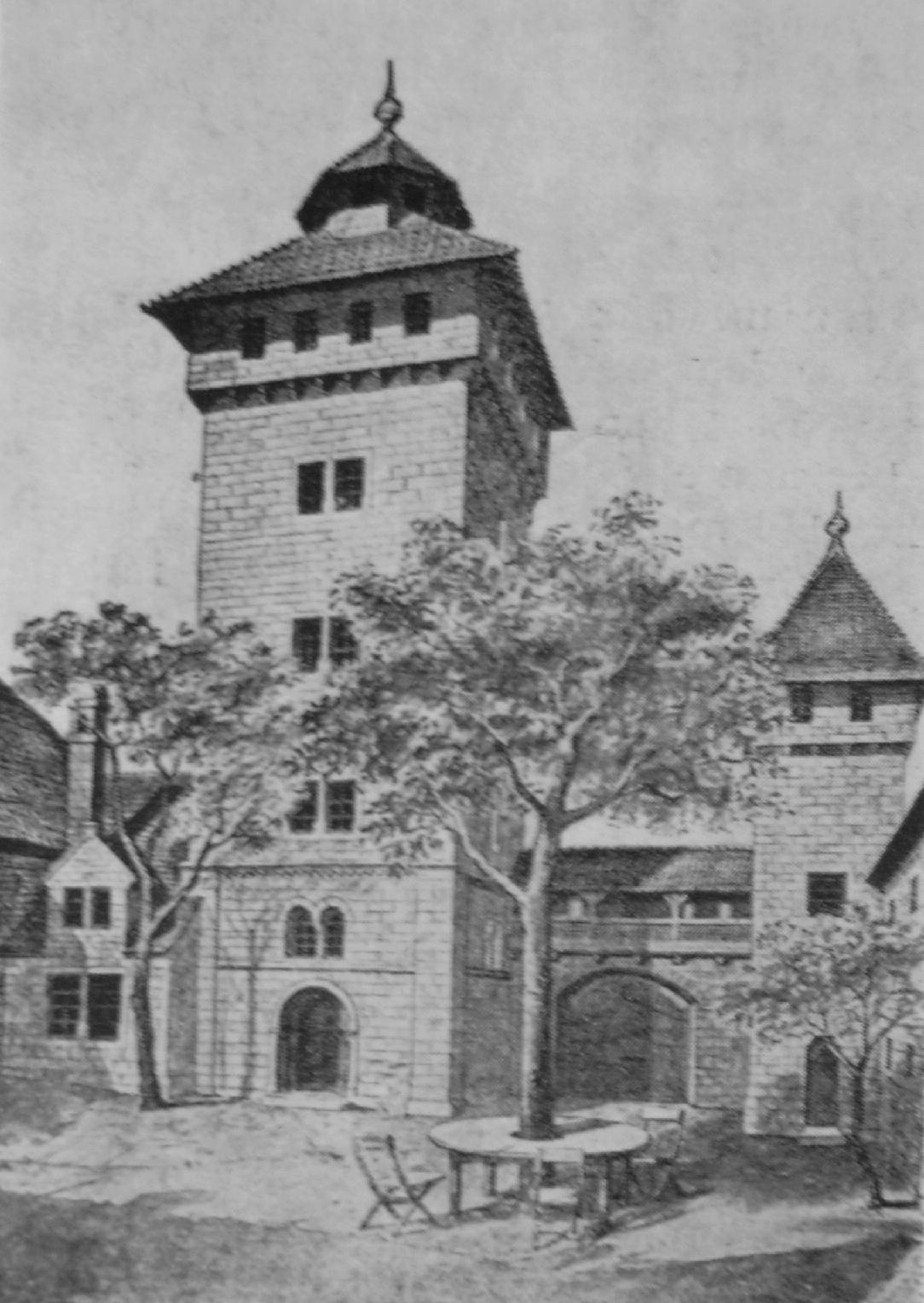
Замок на рисунке 1912 года

К югу от башни позднее открылось для посещения бывшее здание замковой кухни, соединённое с домом коменданта. К северу от башни построили въездные ворота, ведущие во внутренний двор. На севере комплекса располагалась небольшая башенка, известная как Thörlein. Через неё можно было попасть в ещё один небольшой закрытый внутренний двор. В 1907 году открылся для публики бастион герцога Карла-Эдуарда. В нём разместили музейную экспозицию артиллерийских орудий. В 1910 году в замке построили небольшую круглую башню для хранения пороха, необходимого для устройства салютов. В 1913 году к западу от башни Гогенлоэ  построили новую «оборонительную башню». В первую очередь исключительно для придания замку более живописного вида издалека. Снизу башню сложили из известняковых плит, а верхнюю часть оформили в стиле фахверк. Из-за начавшейся Первой мировой войны часть запланированных сооружений так и не была построена, в частности — сторожка внешнего двора (форбурга).
В начала XX века за дизайн интерьера замка отвечал художник Эдуард Фидлер, уроженец города Апфельштедта. После его смерти в 1931 году были обнаружены многочисленные эскизы варианты росписи Большого рыцарского зала. В основном на рисунках представлены мотивы из истории замка и региона. В общей сложности Фидлер создал 471 изображение для Ваксенбурга: фрески, портреты, картины и рисунки. Во времена ГДР восемь его фресок в южной комнате Рыцарского зала оказались утрачены. Сохранились лишь фотографии Хайнца Фидлера, сделанные в 1952 году.
Рыцарский зал подвергся реконструкции в 1934 году. В 1938-м бастион, где находилась экспозиция артиллерийского музея, расширили для размещения дополнительных старинных пушек и орудий.
До 1918 года замок Ваксенбург находился под контролем герцогов Саксен-Кобург-Готских. В 1920 году после падения Германской империи и создания Веймарской республики комплекс стал собственностью земли Тюрингия. Государство обязалось «постоянно сохранять замок Ваксенбург и поддерживать расположенный там местный исторический музей в меру своих возможностей».
В 1941 году на башне Гогенлоэ был создан постоянный наблюдательный пункт. В нём несли постоянное дежурство трое солдат вермахта для наблюдения за воздушным пространством. Непосредственно в годы Второй мировой войны комлекс практически не пострадал.
В начале 1945 года в замке был создан один из складов для культурных ценностей из художественных коллекций Веймара. Ваксенбург не подвергался массированным бомбардировкам союзников и рассматривался как сравнительно безопасное место. В замок в частности доставили и многие ценные предметы из Веймарского национального театра.
4 апреля 1945 года Ваксенбург был занят американскими войсками. К тому времени над замком развевался белый флаг. В комплексе прошла встреча генералов Джоджа Паттона и Дуйта Эйзенхауэра. Некоторое время здесь размещался гарнизон армии США. Затем, по договорённости с СССР американцы покинули Тюрингию. Замок оказался в зоне советской оккупации.

### В ГДР и после объединения германии (с 1945 года по настоящее время)
Большая часть богатых коллекций музея в Ваксенбурге бесследно исчезла ещё в 1945 году. В январе 1946 года солдаты Красной Армии вывезла экспонаты из собрания артиллерийского музея. В первые послевоенные годы в замке размещались немецкие беженцы из Пруссии и Силезии, а также различные учреждения.
В начале 1960 годов власти ГДР приняли решение о возрождении музея. Вскоре начались реставрационные работы, которые проводились между 1964 и 1969 годами. В 1966 году в районе города Арнштадт, которому теперь административно принадлежал Ваксенбург, построили специальную гостиницу для туристов. Одновременно она служила гостевым домом для высших чиновников республики. В замке постепенно создали новые музейные экспозиции, а также открыли ресторан.
В 1991 году после объединения ФРГ и ГДР Ваксенбург перешёл в собственность земли Тюрингия. Вскоре новые власти провели масштабные реставрационные работы. С 2001 года замок, включая отель и ресторан, был продан  с аукциона и стал частной собственностью. Повторное открытие музея Ваксенбурга в 2001 году произошло по инициативе новых владельцев. В 2003 году в комплексе торжественно освятили восстановленную часовню Святого Георгия, размещённую на первом этаже башни Гогенлоэ. В том же году представители организации Ordo Militaris Teutonicus Levantis e. V. (самопровозглашённый независимый и светский орден рыцарей-госпитальеров с благотворительными задачами и структурой, похожей на организацию ордена тамплиеров) объявили Ваксенбург своей штаб-квартирой.

## Описание замка

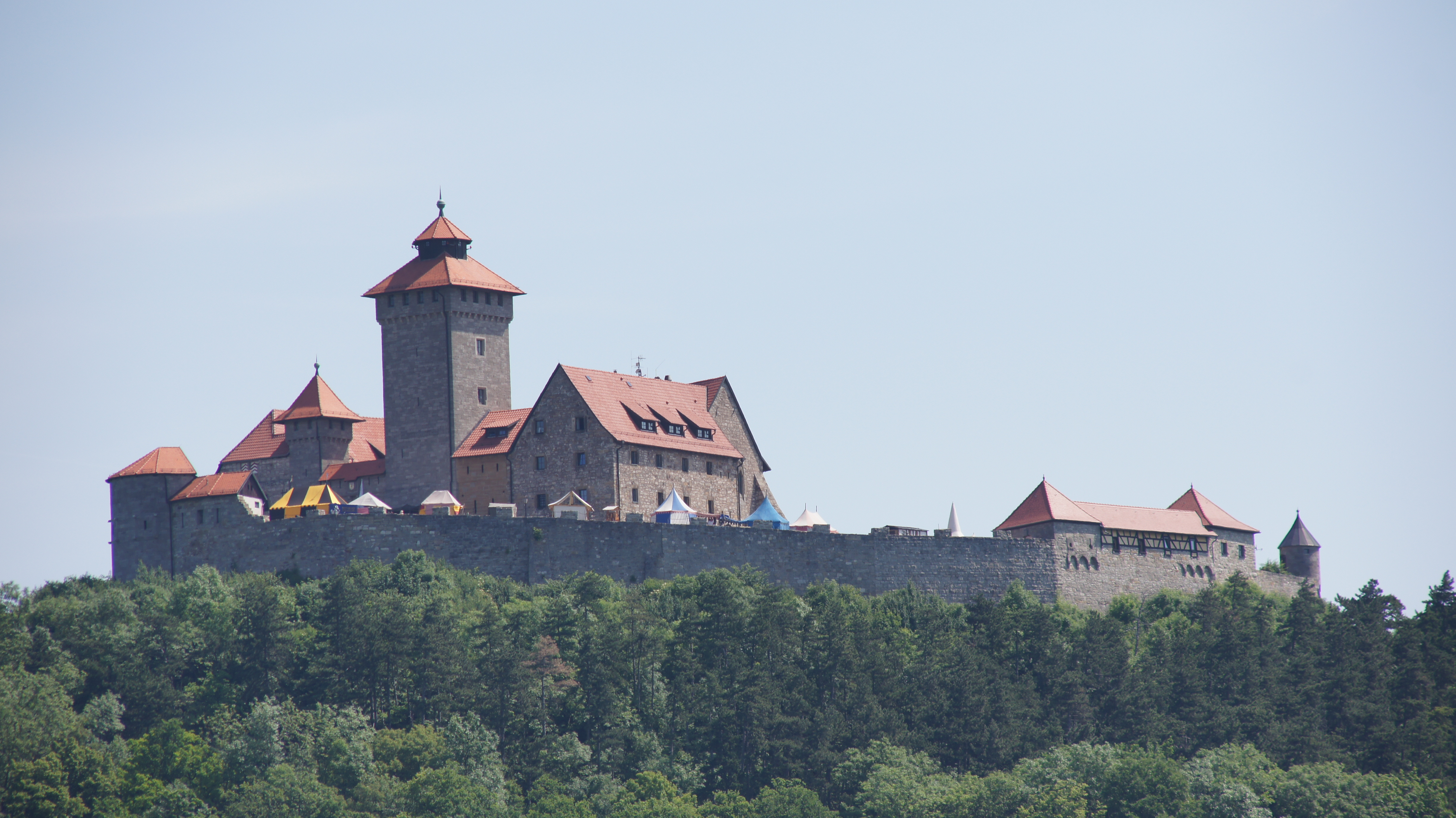
Вид замка

### Основной замок
Центральную часть комплекса составляет Верхний замок, бывшая цитадель. В настоящее время это четырёхугольник неправильной формы, образованный тремя крыльями из жилых зданий и высокой квадратной башней (бергфридом), соединённой с соседними корпусами каменной стены. Внутри таким образом сформирован небольшой дворик.

### Нижний замокфорбург
Пространство вокруг Верхнего замка (кроме северного крыла) окружает Нижний замок, обнесённый кольцевой стеной. В прежние времена здесь находились многочисленные склады, кузница, жилые здания для солдат и работников, а также конюшни.

### Фонтан с фонтанный домик

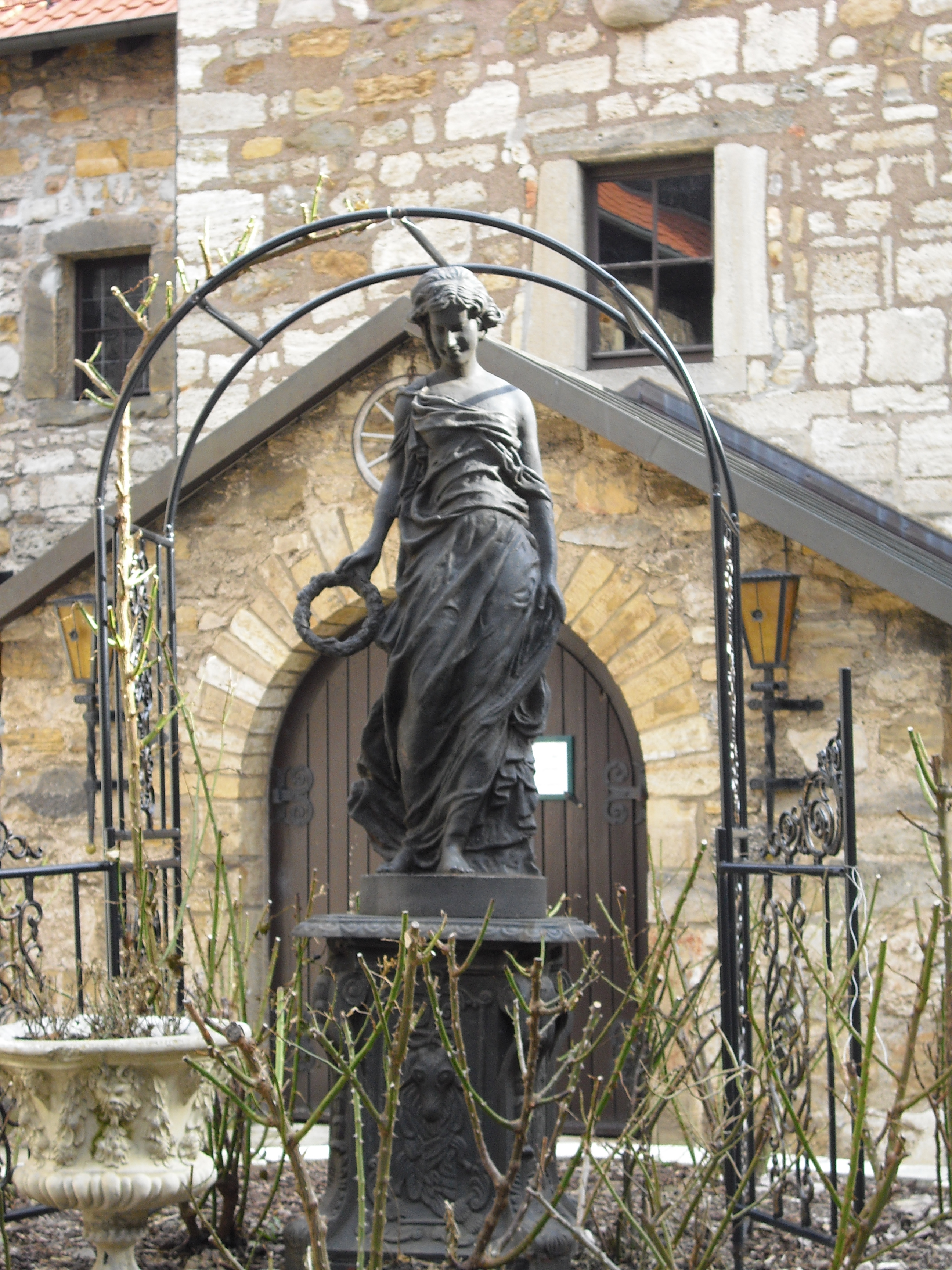
Статуя у колодца

Колодец замка был выкопан в 1651 году. Он имеет глубину 93 метра и доходит до грунтовых вод. Для перекачивания воды до 1912 года использовалось особое педальное колесо.

## Коллекции замка Ваксенбург
В 1896 году три выдающихся гражданина Готы, Карл Фердинанд Грюбель, Мориц Хуппель и Теобальд Вольф основали Комитет Ваксенбурга. Они служили в 6-м Тюрингском пехотном полку № 95 во время Франко-прусской войны 1870-1871 годов и захотели основать в крепости музей Войн за объединение Германии, посвящённый периоду немецкой истории в период с 1806 по 1871 год. Однако вскоре эти задачи существенно расширилась. С 1895 года стали звучать публичные обращения к общественности с призывами поддержать создание «Коллекции национальных древностей». Принц Альфред Саксен-Кобург-Готский внёс значительный вклад в развитие проекта. Он пожертвовал крупную сумму денег и несколько уникальных предметов, принадлежавших своей семье. Герцог Карл Эдуард Саксен-Кобург-Готский взял под своё покровительство крепость и её коллекции вскоре после своей инаугурации в 1905 году. Ещё через пару лет, в 1907-м, возникла «Ассоциация Ваксенбурга». Её возглавил капитан Курт фон Гиллхаузен-Гота. Он деятельно взялся за управление музеем и за пополнение коллекций новыми экспонатами.

### Основные коллекции Музея замка Ваксенбург
- Коллекция, посвящённая военной истории от Тридцатилетней войны до Первой мировой войны: обмундирование, униформа, снаряжение и вооружение немецких солдат, а также их противников. Особое внимание среди экспонатов уделялось оригинальным флагам, штандартам и трофеям. В замке удалось собрать много уникальных предметов от Саксен-Гота-Альтенбургских полков XVII и XVIII веков.
- Большое количество старинных пушек. Экспонаты размещались на открытой площадке орудийного бастионе герцога Карла Эдуарда, построенном в 1907 году и расширенном в 1938 году. В частности, капитан Захариа подготовил и софрмировал экспозицию «всеобъемлющую картину развития артиллерии от полевой пушки до тяжёлого морского орудия».
- Диорама битвы при Вёрте в Эльзасе в 1870 году. В этой масштабной композиции было представлено около 4000 оловянных фигурок солдат и офицеров. Для создателей диорамы особая важность битвы состояла в том, что в ней принимали участие солдаты герцогства Саксен-Кобург-Готского.
- Коллекция оружия герцога Альфреда (мечи, копья, пики, алебарды, стрелы, арбалеты, луки и другие предметы) из азиатских, африканских и тихоокеанских территорий. Эти артефакты во время сових этнографических экспедиций многие годы собирал герцог Альберт. Он проходил службу в должности адмирала британского флота и совершил множество морских путешествий по отдалённым уголкам мира, в том числе в Колонии Германии.
- «Немецкий народный отдел» (экспонаты из провинций Германской империи). Это была обширная краеведческая коллекция крестьянской мебели, утвари, предметов домашнего обихода и традиционных народных костюмов. В первую очередь из Тюрингии, но также и из других немецких земель. Старейшие экспонаты относились к XVII веку. Значительные средства на создание коллекции народных костюмов из Саксен-Кобурга-Готы выделила герцогиня Виктория Адельгейд.
- Портреты герцогов Эрнестинской линия Веттинов и их жён, художественно оформленное генеалогическое древо династии, гербы немецких правящих семей, а также картины готического исторического живописца профессора Й. Х. Шнайдера фон дер Гляйхен-Заге и фрески Эдуарда Фидлера[нем.]. Кроме того, многочисленные исторические изображения.
- Парадная карета, прозванная «Тотенкопф» (мёртвая голова) из-за необычной формы. Она была изготовлена в 1808 году и принадлежала в своё время герцогу Готы.

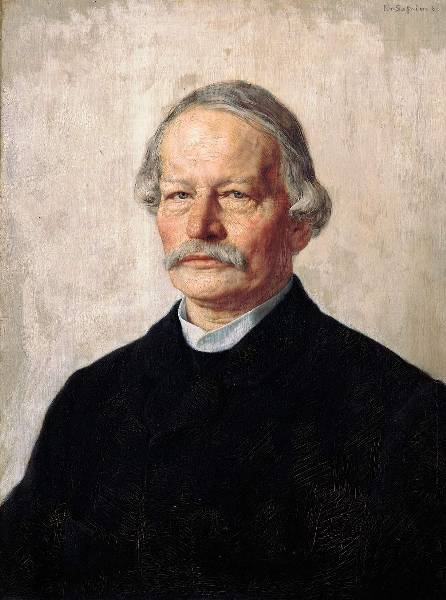
Портрет писателяГустава Фрейтага, который жил и работал в замке

- Экспозиция, посвящённая Густаву Фрейтагу, создателю эпоса «Предки». Выставка с 1906 года размещалась на верхнем этаже башни Гогенлоэ. Фрейтаг написал часть своего произведения «Гнездо крапивников» (Мюльбург) непосредственно в замке около 1870 года. В комнате, где проживал поэт, сохранилась оригинальная мебель из его дома в Зиблебене[нем.].

В 1920 году революционные солдаты забрали из коллекции замка исправное огнестрельное оружие. В том числе, старинные мущкеты.
Во время Второй мировой войны особенно ценные экспонаты коллекций перенесли в подвалы замка, чтобы защитить их от возможных воздушных налётов и артиллерийского огня. Как уже было скащзано, в начале апреля 1945 года Ваксенбург был оккупирован войсками США, а в начале июля — частями советской армии. Коллекции музея был нанесён непоправимый ущерб. Солдаты растащили множество предметов в качестве трофеев или на сувениры. В январе 1946 года то, что ещё оставлаось в Военном музее Ваксенбурга по приказу маршала Георгия Жукова было отправлено в Берлин. После этого оружие и униформа распоряжением Советской военной администрации в Германии были конфискованы, упакованы в ящики и вывезены. Часть старинных артиллерийских орудий сдали на переплавку в Арнштадте. Лишь чудом удалось спасти красивый бронзовый ствол одного из орудий (его закопали в парке до оккупации благодаря настойчивым требованиям хозяйки замка Ильзы Вернер). В 1993 году эта пушка была представлена на военно-исторической выставке в Петерсберге в Эрфурте. Через десять лет к орудию добавилась тщательно изготовленная копия лафета. Некоторые образцы сохранившейся коллекции старинной униформы были вывезены в 1966 году и стали частью коллекции Немецкого исторического музея в Восточном Берлине.
«Ассоциация Ваксенбург», которая самостоятельно управляла и руководила коллекциями с 1907 года до конца войны в 1945 году, была вынуждена расформироваться. В ГДР, где у власти оказались коммунисты, большое влияние обрели идеологические соображения. Поэтому достойными экспонатами посчитали только остатки коллекции из «народной» части музея. С 1947 года их можно было снова увидеть  в краеведческом музее крепости. При этом потребовалось одобрение администрации Арнштадтского Государственного историко-художественного музея. В итоге в экспозицию включили традиционные крестьянские костюмы, бытовые предметы и орудия труда, археологические находки, а также этнологическую коллекцию. 
В первые послевоенные годы важную роль в сохранении музейного наследия Ваксенбурга сыграл выдающийся администратор и руководитель коллекции с 1906 года, церковный советник Франц Бонсак. Он настоял на создании в замке нового краеведческого музея и добился разрешения от государственных органов и представителей оккупационных властей. Это помогло спасти остатки бесценных коллекций. Бонсак скончался в 1950 году. Его преемницей на посту директора музея стала Клэр Вернер — дочь владельца замковой гостиницы Эдмунда Вернера. Она также сделала многое для сохранения и развития культурного наследия. Однако в 1962 году её уволили. Через три года музей закрыли. Коллекции передали различным музеям Арнштадта.

### Новый музей
В сентябре 2001 года в северном крыле и башне Гогенлоэ открылся небольшой «Музей Нового замка». Его основу составили предметы, находящиеся в частной собственности владельцев Ваксенбурга. В последующем под экспонаты выделили и другие помещения замка. Правда, в последующем владельцы решили сосредоточиться на гостиничном и ресторанном бизнесе, чтобы решить проблему резкого снижения числа туристов. В итоге развитие музея приостановилось, а часть экспозиций оказалась недоступна для публики.

## Современное использование
В замке находится отель и ресторан. Здесь можно проводить семинары, корпоративные мероприятия, свадьбы и конференции. По заказу могут проводится экскурсии.

## Заповедник Ваксенбург
В 1996 году вокруг замка был создана заповедная территория площадью 80 гектаров. Появившийся парк охватывает крутые и изрезанные склоны холмов Ваксенбург и Ротерберг, а также окружающие земли. Всякая сельскохозяйственная и иная антропогенная деятельность здесть была запрещена. Лесные рощи и окрестные луга стали родным домом для многих представителей разнообразной охраняемой фауны и флоры. Особого внимания заслуживают синекрылый кузнечик, гладкий уж, лотарингский лён, адонис и прыткая ящерица.

## Пеший туризм в Ваксенбурге
Замок является очень популярным место для пешего туризма. Для удобства туристов проложено много троп и дорожек, позволяющих любоваться видами замка и окружающей местностью. К вершине холма ведут сразу два пешеходных маршрута: Густав-Фрейтаг-Вег (названный в честь писателя Густава Фрейтага), и Отто-Кнёпфер-Вег (названный в честь художника Отто Кнёпфера, который вырос в деревне Хольцхаузен, расположенной у подножия замка и много рисовал крепость и её окрестности).

## Галерея

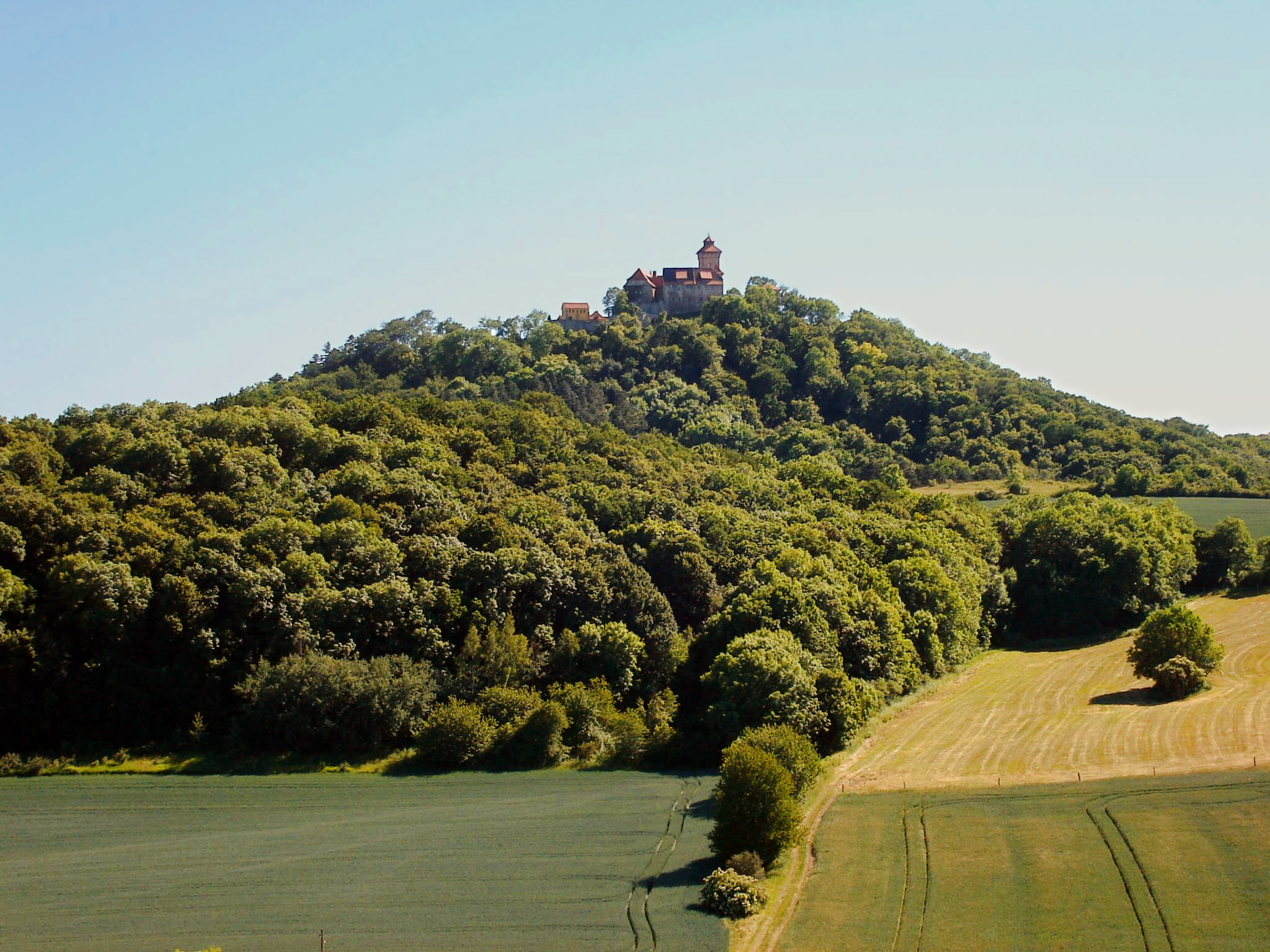
Вид замкового холма с северной стороны
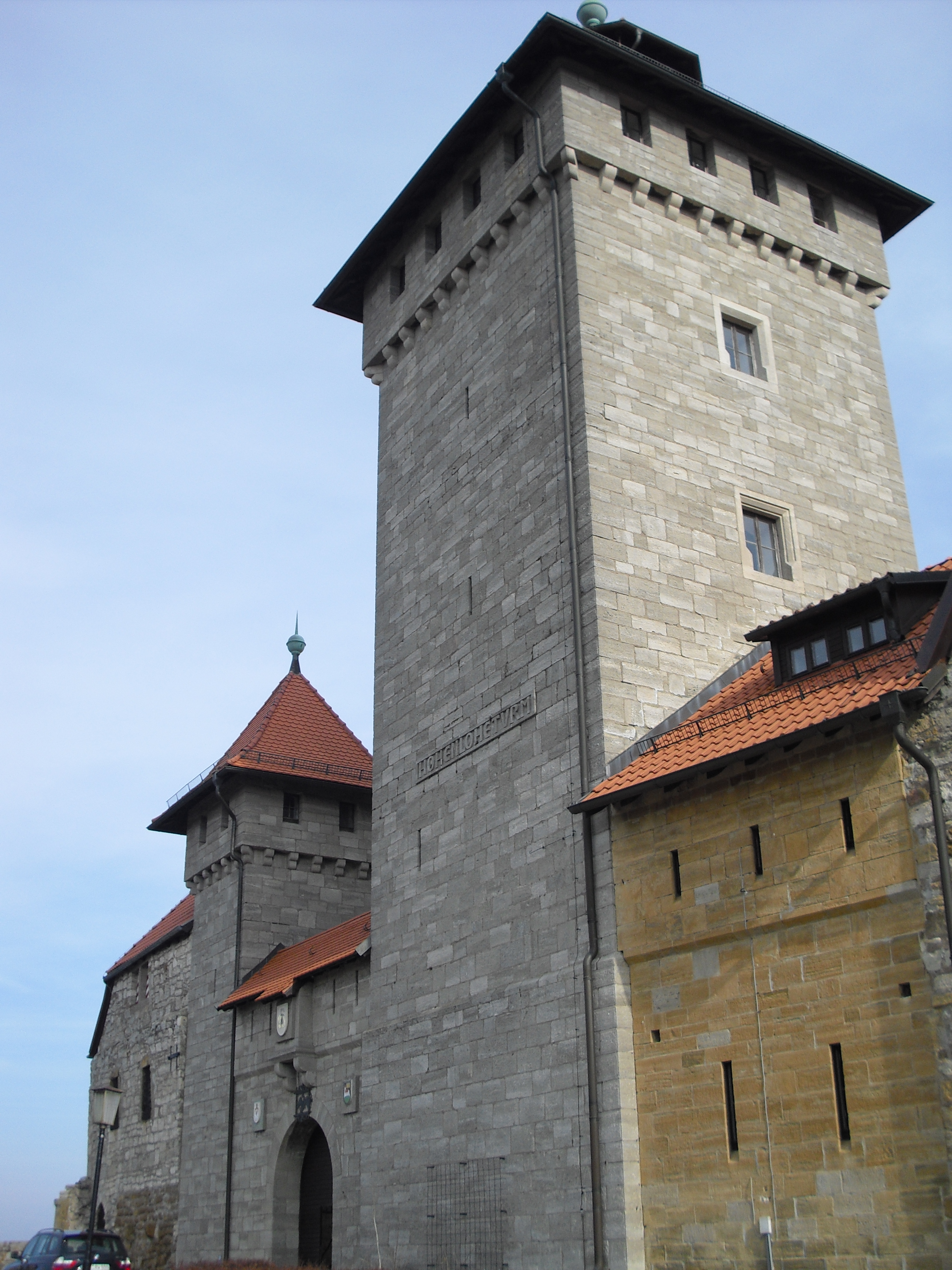
Бергфрид замка (Башня Гогенлоэ)
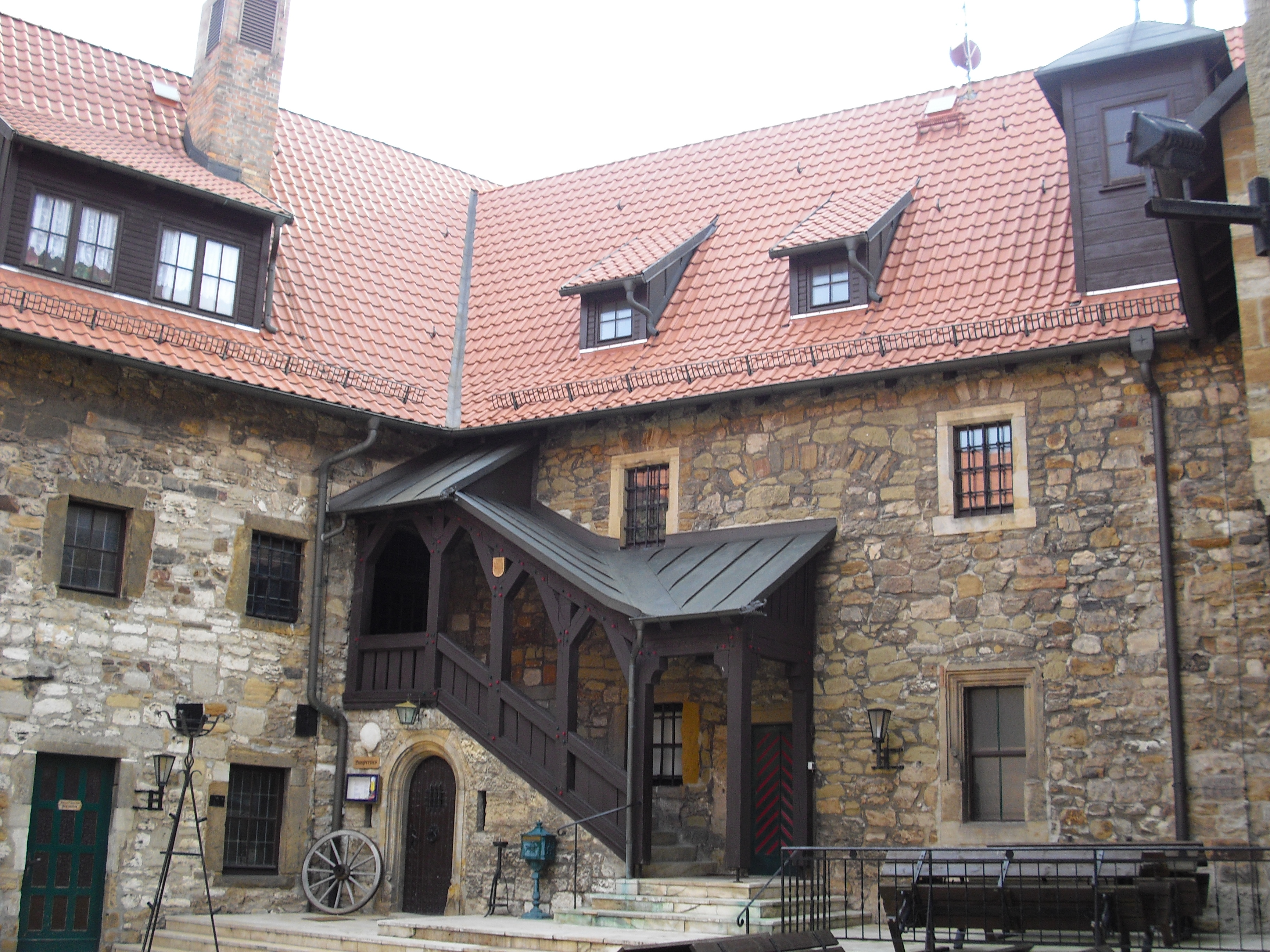
Внутренний двор замка
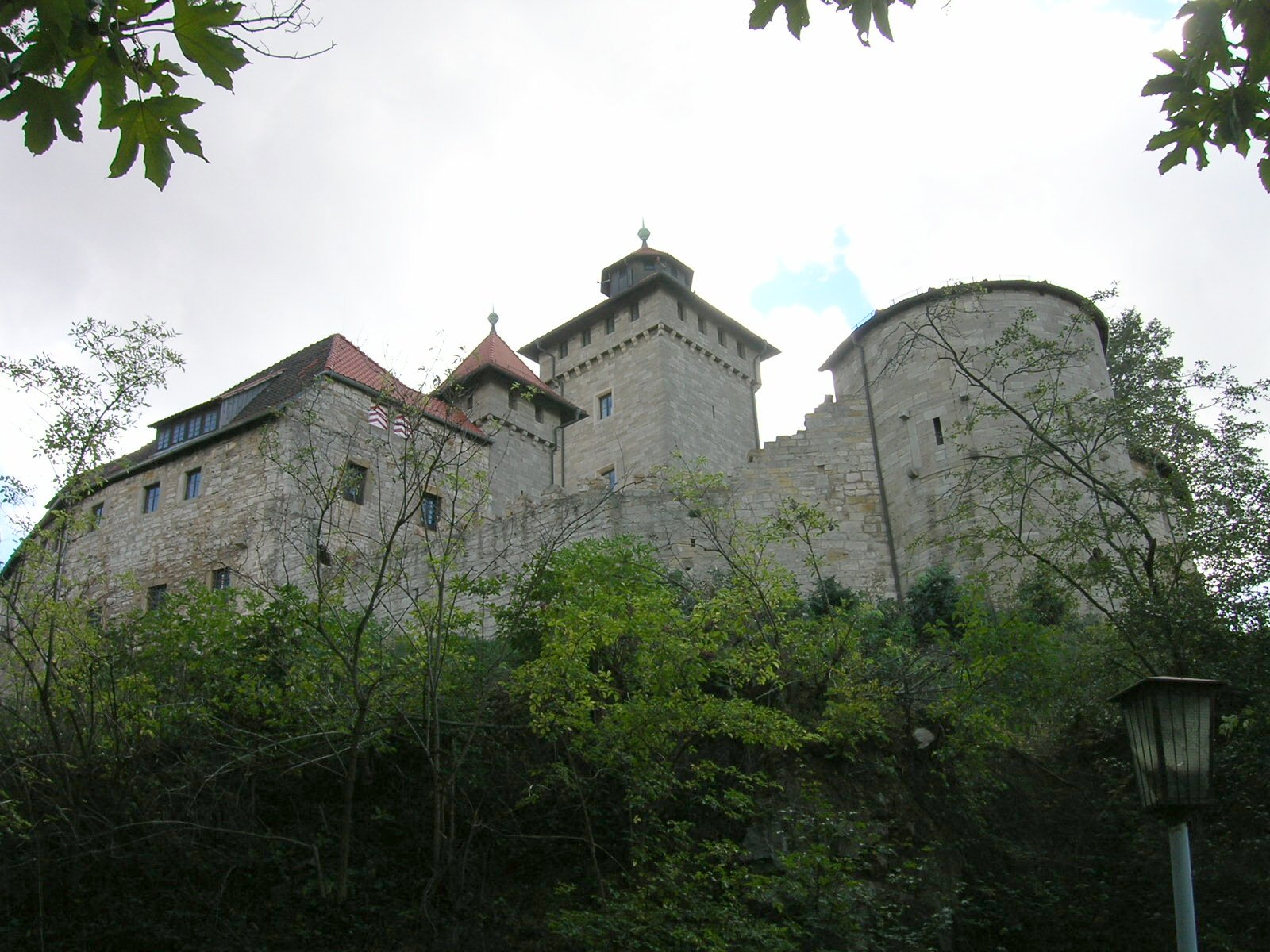
Вид замка снизу
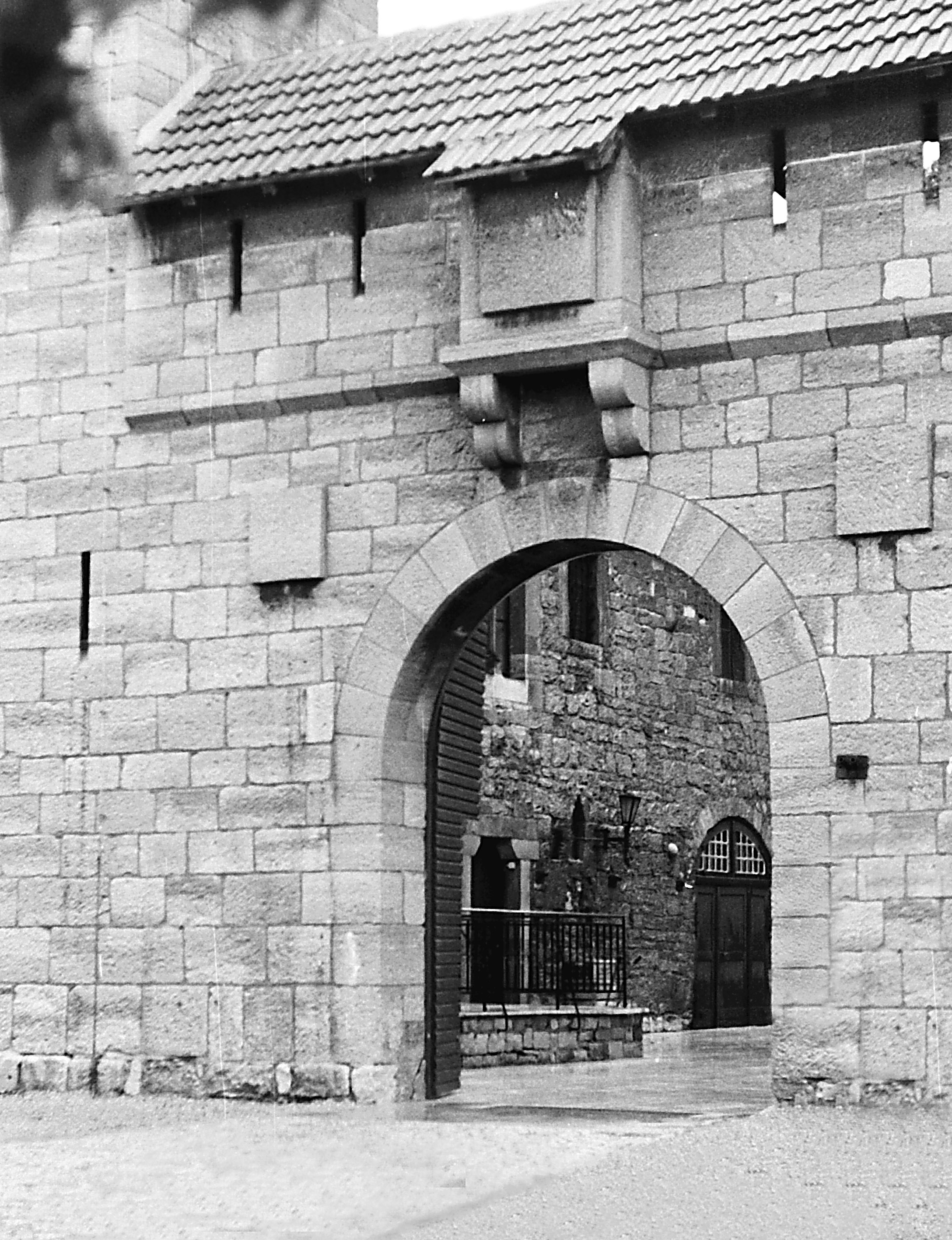
Ворота, ведущие в замок